# Shan zhai xiao meng zhu
Shan zhai xiao meng zhu (山寨小萌主S), noto anche con il titolo internazionale in lingua inglese Fake Princess, è una serie televisiva cinese del 2020.

## Trama
Chang Le è una giovane ragazza che vive in un piccolo villaggio fra le montagne, oltre a essere un famigerato bandito esperto in rapine. Quando si ritrova costretta dalle circostanze e con la prospettiva di un lauto compenso promessa in sposa al principe del regno, Li Che, la giovane deve fingere di essere una principessa. La dama di compagnia di Chang Le a palazzo è Nongying, una ragazza sua coetanea dal comportamento distaccato che sembra tuttavia nascondere un passato misterioso; nel frattempo, Li Che inizia realmente a innamorarsi del principe.